# Мартен, Эдмон
Эдмон Мартен (фр. Edmond Martène; 22 декабря 1654, Сен-Жан-де-Лон — 20 июня 1739, Сен-Жермен-де-Пре, VI округ Парижа) — французский историк и богослов, монах-бенедиктинец.
С юности тяготел к наукам, ради чего был переведён из реймсского аббатства в Сен-Жермен-де-Пре. К 1690 г. закончил свой первый крупный труд, посвящённый истории Бенедиктинского ордена и трактовке его правил и установлений (лат. «Commentarius in regulam S. P. Benedicti litteralis, moralis, historicus ex variis antiquorum scriptorum commentationibus, actis sanctorum, monasticis ritibus aliisque monumentis cum editis tum manuscriptis concinnatus»). Ряд работ был посвящён Мартеном истории христианских обрядов: таковы книги «Об обрядах древних монахов» (лат. «De antiquis monachorum ritibus libri 5 collecti ex variis ordinariis, consuetudinariis ritualibusque manuscriptis»; Лион, 1690), «Трактат о древнем учении Церкви о совершении божественных таинств» (лат. «Tractatus de antiqua ecclesiæ disciplina in divinis officiis celebrandis»; Лион, 1706) и др. Среди прочего написал Мартен и историю известного аббатства Мармутье, опубликованную лишь в 1874 г.
Выдающаяся страница в деятельности Мартена — его 15-летняя совместная работа с другим учёным монахом Юрсеном Дюраном. Вдвоём Мартен и Дюран отправились в 1709 г. в исследовательскую поездку по монастырям Франции, собирая редкие исторические документы. Изучив архивы около 800 аббатств и примерно 100 кафедральных соборов, они вернулись в 1713 г. в монастырь Сен-Жермен-де-Пре. Часть собранных документов вошла в новое издание сборника «Gallia Christiana», оставшиеся составили собственную книгу двух братьев «Thesaurus novus Anecdotorum» (Париж, 1717, в 5 томах). В 1718 г. Мартен и Дюран отправились в аналогичное путешествие по Германии и Нидерландам, собирая материалы для книги «Rerum Gallicarum et Francicarum Scriptores» Мартена Буке. Вернувшись, они опять-таки не только пополнили множеством ценных материалов чужой труд, но и опубликовали оставшееся в девяти томиках под названием «Veterum scriptorum et monumentorum historicorum, dogmatiorum et moralium amplissima collectio» (Париж, 1724—1733). Кроме того, после каждой из поездок Мартен и Дюран выпустили по книжке путевых записок и воспоминаний: «Voyage littéraire de deux Religieux Bénédictins de la Congrégation de St. Maur» (первый том 1717, второй 1724).

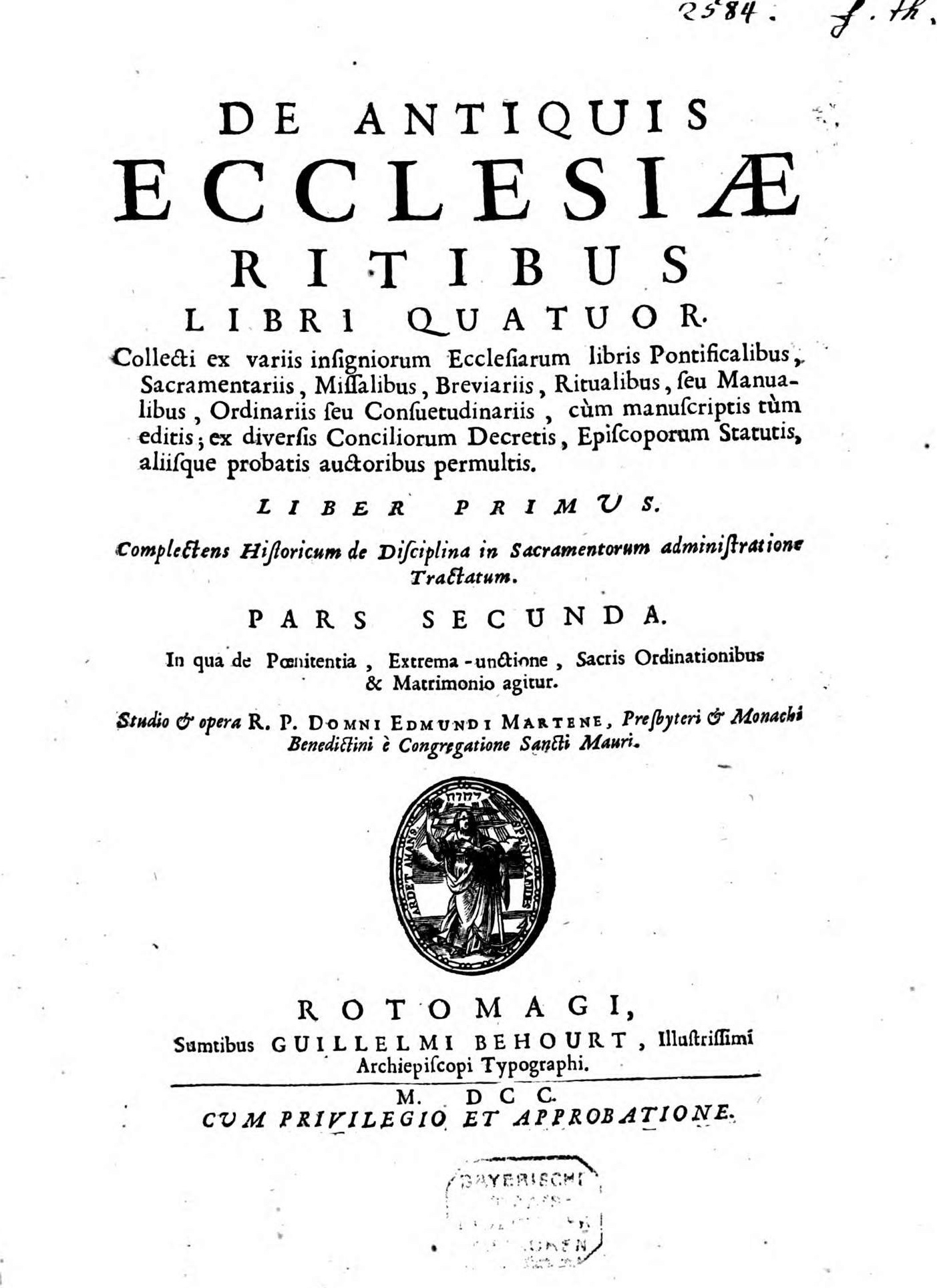
De antiquis ecclesiæ ritibus, 1700
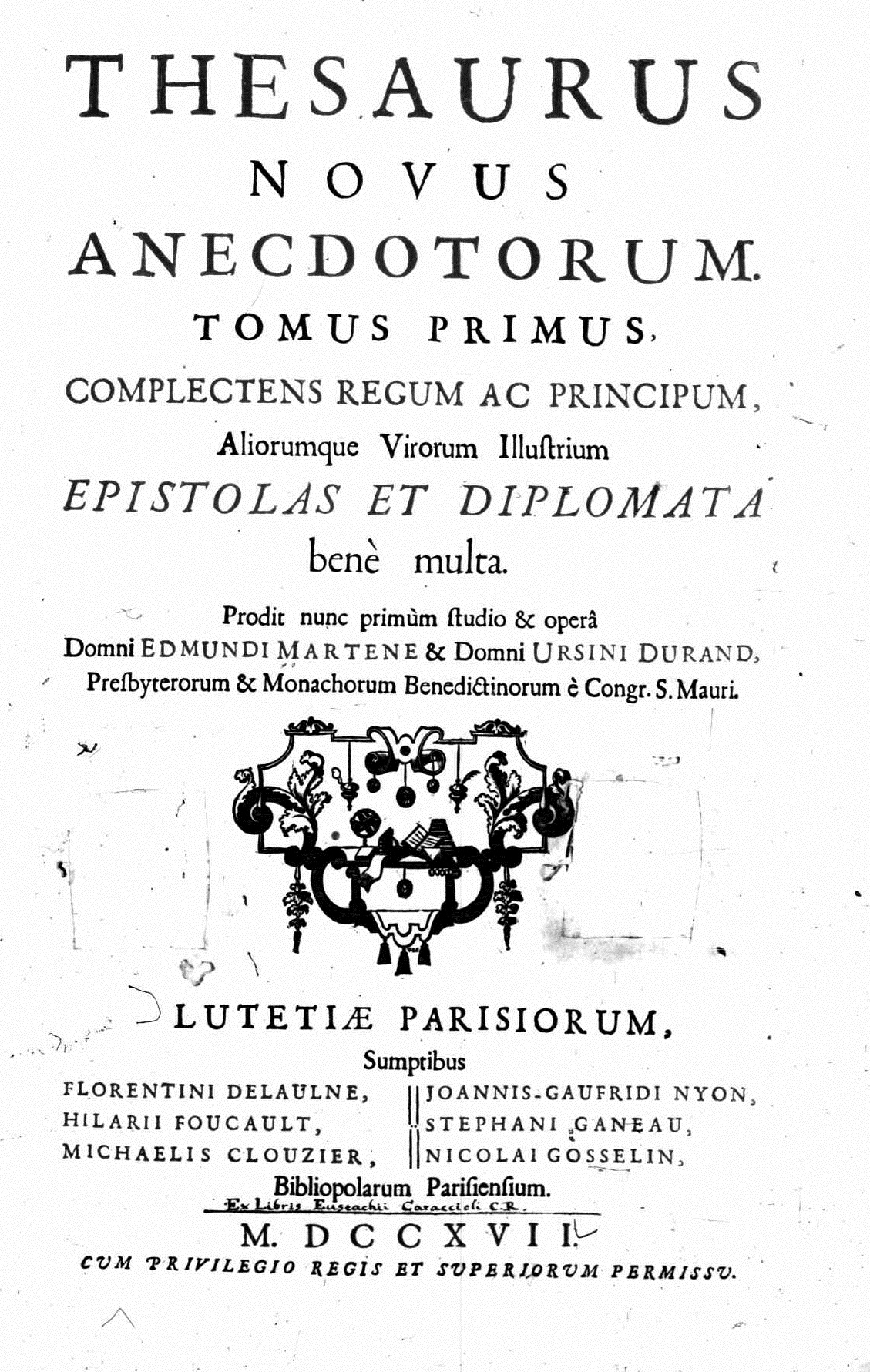
Thesaurus novus anecdotorum, 1717
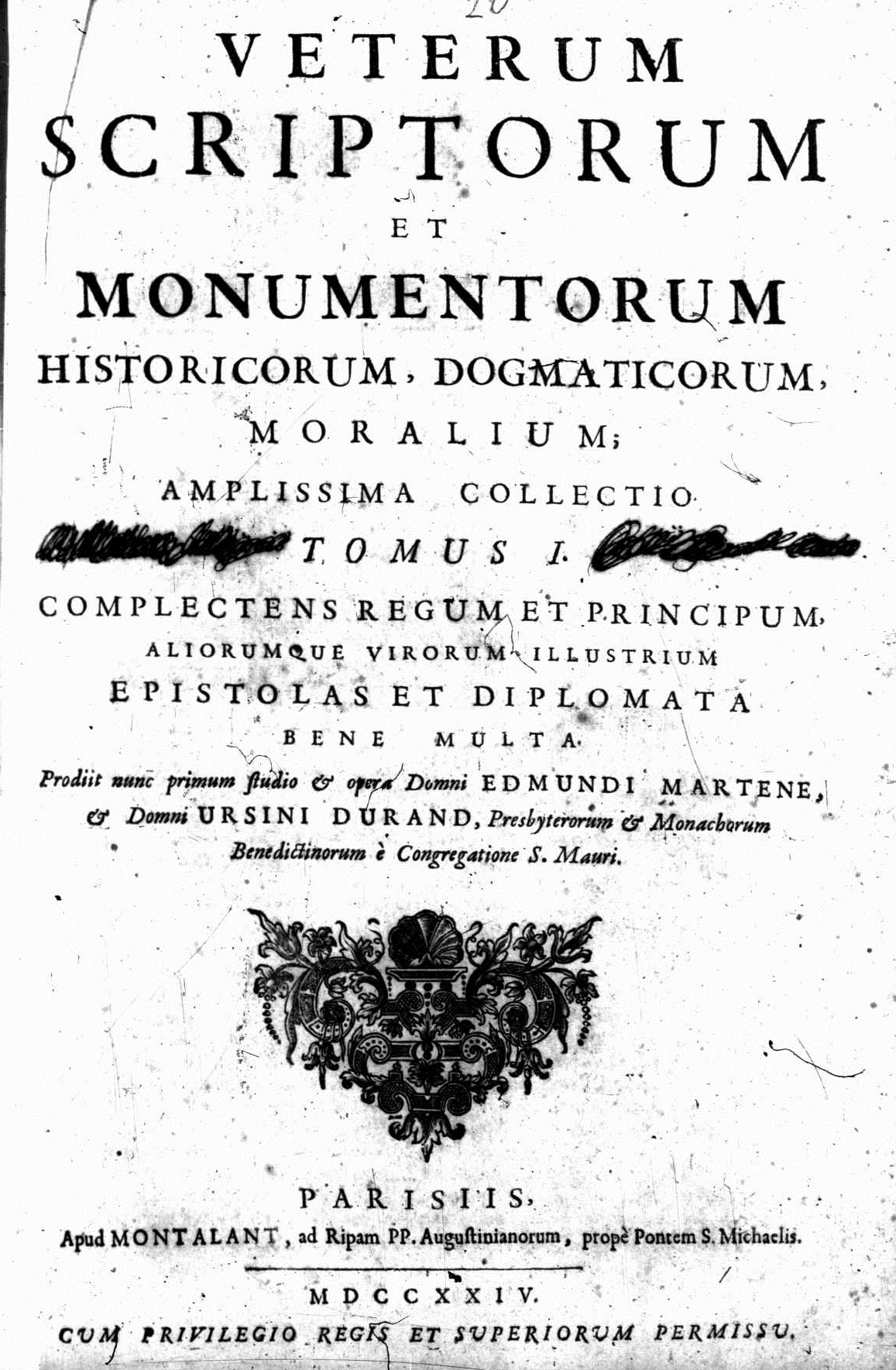
Veterum scriptorum et monumentorum historicorum, dogmaticorum, moralium amplissima collectio, 1724